# Helmut Geruschke
Helmut Geruschke (* 24. April 1930 in Insterburg, Ostpreußen; † 2. August 2010 in Klagenfurt, Kärnten, Österreich) war ein deutscher Fußballspieler und Trainer. Der Verteidiger hat in der Fußball-Oberliga Nord von 1950 bis 1960 insgesamt 244 Ligaspiele (2 Tore) absolviert und 1954 mit Hannover 96 die deutsche Fußballmeisterschaft gewonnen.

## Karriere
Bei Bergedorf 85 sammelte der junge Verteidiger in den Runden 1948/49 und 1949/50 die ersten Erfahrungen im höherklassigen Seniorenfußball, nachdem er früher in der Jugend des SV Insterburg gespielt hatte. Das Defensivtalent gewann mit Bergedorf 1948/49 in der Verbandsliga Hamburg, Staffel Alster, die Meisterschaft und nahm mit seinem Mannschaftskamerad und Torjäger Rudolf Borchardt (21 Tore) an der Aufstiegsrunde zur Oberliga Nord teil. Es reichte aber nur zum vierten Rang hinter dem VfB Oldenburg, Harburger TB und Itzehoer SV. Als sich Bergedorf 1949/50 mit dem 6. Rang in der Alsterstaffel zufriedengeben musste, nahm der Defensivspieler zur folgenden Runde 1950/51 das Angebot des Oberligisten Bremerhaven 93 an und wechselte zum Team vom Zollinlandstadion.
Mit den Weinroten von Bremerhaven 93 debütierte er am Rundenstarttag, den 22. August 1950, mit einem 2:2 im Heimspiel gegen Eintracht Braunschweig, in der Oberliga Nord. Mit Torhüter Günther Lühr und Verteidigerkollege Horst Wagenbreth bildete er dabei das Schlussdreieck des Gastgebers. Am Rundenende 1950/51 hatte er 19 Spiele bestritten und bekam ein Angebot von Hannover 96, was er annahm und zu den „Roten“ wechselte. Er wurde in Hannover „Geiger“ gerufen und wurde über Jahre zu einer festen Größe in deren Verteidigung. Am ersten Spieltag der Runde 1951/52 debütierte er für die „Roten“ aus Hannover bei der 1:2-Niederlage beim FC St. Pauli im Oberliga-Team und bestritt in dieser Spielserie 20 Partien für seinen neuen Verein. Als Hannover 96 in der Saison 1953/54 der Titelgewinn im Norden mit sieben Punkten Vorsprung glückte und die Defensive in 30 Spielen nur 26 Gegentreffer zuließ, absolvierte der zuverlässige rechte Verteidiger alle 30 Ligaspiele. Geruschke stand mit der Mannschaft von Hannover 96 1954 im Endspiel um die deutsche Meisterschaft, die gegen den 1. FC Kaiserslautern mit 5:1 gewann und damit zum zweiten Mal die deutsche Meisterschaft gewann. Zusammen mit Hannes Kirk sorgte er dafür, dass die Kaiserslauterer in diesem Spiel nur zu einem Tor kamen. Insgesamt bestritt Helmut Geruschke 244 Spiele in der Oberliga Nord, 225 davon von 1951 bis 1960 für Hannover 96. Sein letztes Spiel in der Oberliga bestritt er am 3. April 1960 beim 2:0-Heimerfolg gegen Eintracht Braunschweig. Seine Karriere endete aufgrund einer Drüsenverletzung.
1956 bestritt Geruschke am 21. November in Zürich ein B-Länderspiel gegen die Schweiz für den DFB. Während sein Verteidigerkollege Albert Keck noch zu weiteren B-Länderspielen berufen wurde, blieb es für Geruschke bei dieser einen Berufung. Gegen den AS Rom war er am 9. November 1958 und am 7. Januar 1959 bei den zwei Spielen im Messe-Cup 1958/60 aktiv. Er war auch für ein A-Länderspiel vorgesehen, konnte aber nicht teilnehmen, weil Hannover 96 ein Nachholspiel bestreiten musste.
Nach der aktiven Laufbahn war er als Trainer unter anderem beim FC Alfeld tätig. Am 2. August 2010 verstarb er im österreichischen Klagenfurt.